# Eragrostis pilosa
Espèce
Eragrostis pilosa, l'éragrostide poilue, est une espèce de plantes monocotylédones de la famille des Poaceae (graminées), sous-famille des Chloridoideae, originaire des régions tropicales et tempérées chaudes de l'hémisphère nord.
Ce sont des plantes herbacées annuelles, aux tiges (chaumes) dressées géniculées ascendantes pouvant atteindre 70 cm de long, et aux inflorescences en panicule.
Cette espèce s'est largement répandue dans les deux hémisphère et est considérée comme une mauvaise herbe dans certaines régions du monde.
Elle est parfois utilisée comme plante fourragère. Ses graines sont comestibles et ont été parfois récoltées (céréale de cueillette) pour l'alimentation humaine ; elles font partie des graines connues sous le nom de « kreb » en Afrique sub-saharienne.

## Taxinomie

### Synonymes
Selon Catalogue of Life (14 avril 2018) :
- Catabrosa verticillata (Cav.) P.Beauv.
- Eragrostis afghanica Gand.
- Eragrostis albensis H.Scholz
- Eragrostis bagdadensis Boiss.
- Eragrostis baguirmiensis A.Chev.
- Eragrostis bicolor Boiss.
- Eragrostis bithynica Griseb., nom. nud.
- Eragrostis collocarpa K.Schum.
- Eragrostis damiensiana var. laxior Thell.
- Eragrostis filiformis Link
- Eragrostis gracilis Schrad.
- Eragrostis gracilis Velen., nom. illeg.
- Eragrostis gracillima Hack.
- Eragrostis imberbis (Franch.) Prob.
- Eragrostis indica (J.Koenig ex Rottler) Willd. ex Steud.
- Eragrostis jeholensis Honda
- Eragrostis linkii (Kunth) Steud.
- Eragrostis longipes Keng
- Eragrostis multispicula Kitag.
- Eragrostis petersii Trin.
- Eragrostis pilosa var. glabra Ducommun, nom. superfl.
- Eragrostis pilosa subsp. imberbis (Franch.) Tzvelev
- Eragrostis pilosa f. imberbis Franch.
- Eragrostis pilosa var. imberbis Franch.
- Eragrostis pilosa var. major Litv.
- Eragrostis pilosa subsp. neglecta H.Scholz
- Eragrostis pilosa subsp. subspontanea H.Scholz
- Eragrostis pilosa var. versicolor Kuntze
- Eragrostis pilosa var. verticillata (Cav.) Rchb.
- Eragrostis punctata (L.f.) Link ex Steud.
- Eragrostis senegalensis (Desv.) A.Chev., nom. illeg.
- Eragrostis tenuiflora Rupr. ex Steud.
- Eragrostis verticillata (Cav.) P.Beauv.
- Eragrostis verticillata var. indica (J.Koenig ex Rottler) Wight & Arn. ex Nees
- Poa bohemica J.C.Mayer ex Mert. & W.D.J.Koch
- Poa chilensis Steud.
- Poa delicatior Steud.
- Poa eragrostis Walter, nom. illeg.
- Poa indica J.Koenig ex Rottler
- Poa linkii Kunth
- Poa mexicana Link, nom. illeg.
- Poa pilosa L.
- Poa pilosa var. tenuis Regel
- Poa plumosa Schrad.
- Poa poiretii Roem. & Schult.
- Poa punctata L.f.
- Poa senegalensis Desv.
- Poa tenella Pall., nom. superfl.
- Poa tenuiflora Steud.
- Poa verticillata Cav.

### Liste des sous-espèces
Selon NCBI (14 avril 2018) :
- Eragrostis pilosa subsp. pilosa